# جک ایتام
جک ایتام (انگلیسی: Jack Eastham؛ 1883 – ۳ مهٔ ۱۹۳۲ (aged 49)) بازیکن فوتبال اهل بریتانیا بود.
از باشگاه‌هایی که در آن بازی کرده‌است می‌توان به باشگاه فوتبال گلوسوپ نورث اند، باشگاه فوتبال ساوت‌همپتون، و باشگاه فوتبال بلکبرن روورز اشاره کرد.